# كلية الآداب (جامعة حلوان)
نشأت كلية الآداب جامعة حلوان عام 1995م وبدأت العام الجامعي 1995/1996.

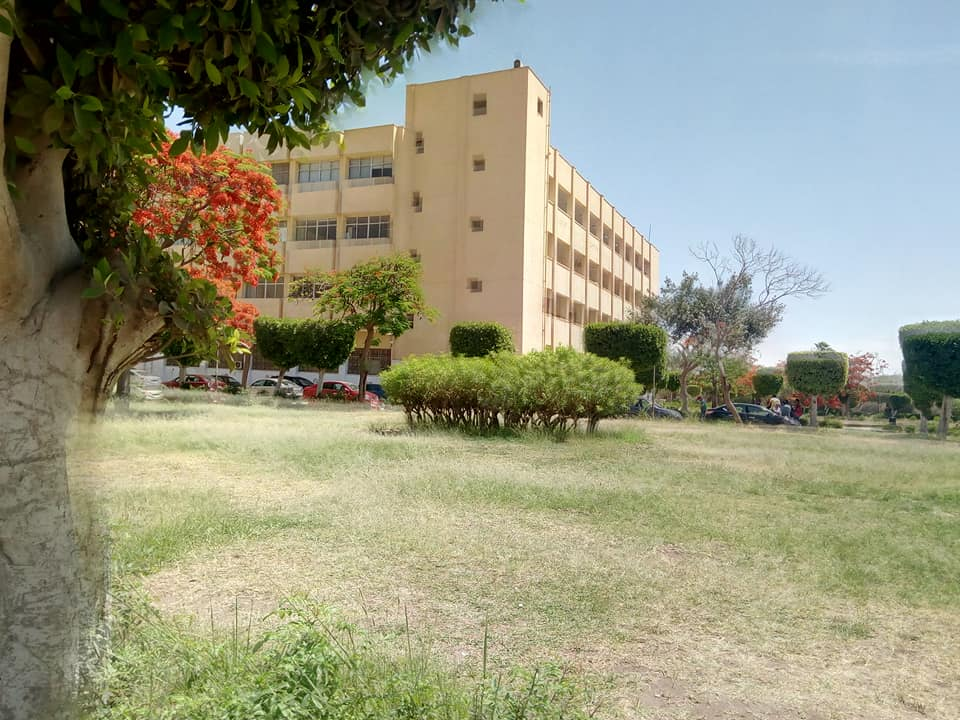
كلية

## أقسام الكلية
تضم كلية آداب جامعة حلون 18 قسما علميا، وهم على النحو التالي
- قسم اللغة العربية

- قسم اللغة الإنجليزية

- قسم اللغة الفرنسية

- قسم اللغة الإيطالية

- قسم اللغة الأسبانية

- قسم اللغة العبرية

- قسم اللغات الشرقية

- قسم التاريخ

- قسم الجغرافيا المعلومات الجغرافية

- قسم علم الاجتماع

- قسم الفلسفة

- قسم علم النفس

- قسم الإعلام

- قسم علوم المسرح

- قسم الآثار والحضارة

- قسم علم المعلومات

- برنامج الترجمة والتحريرية

- برنامج الجيوماتكس المعلومات الجغرافية

- قسم اللغة الألمانية